# 위글라프

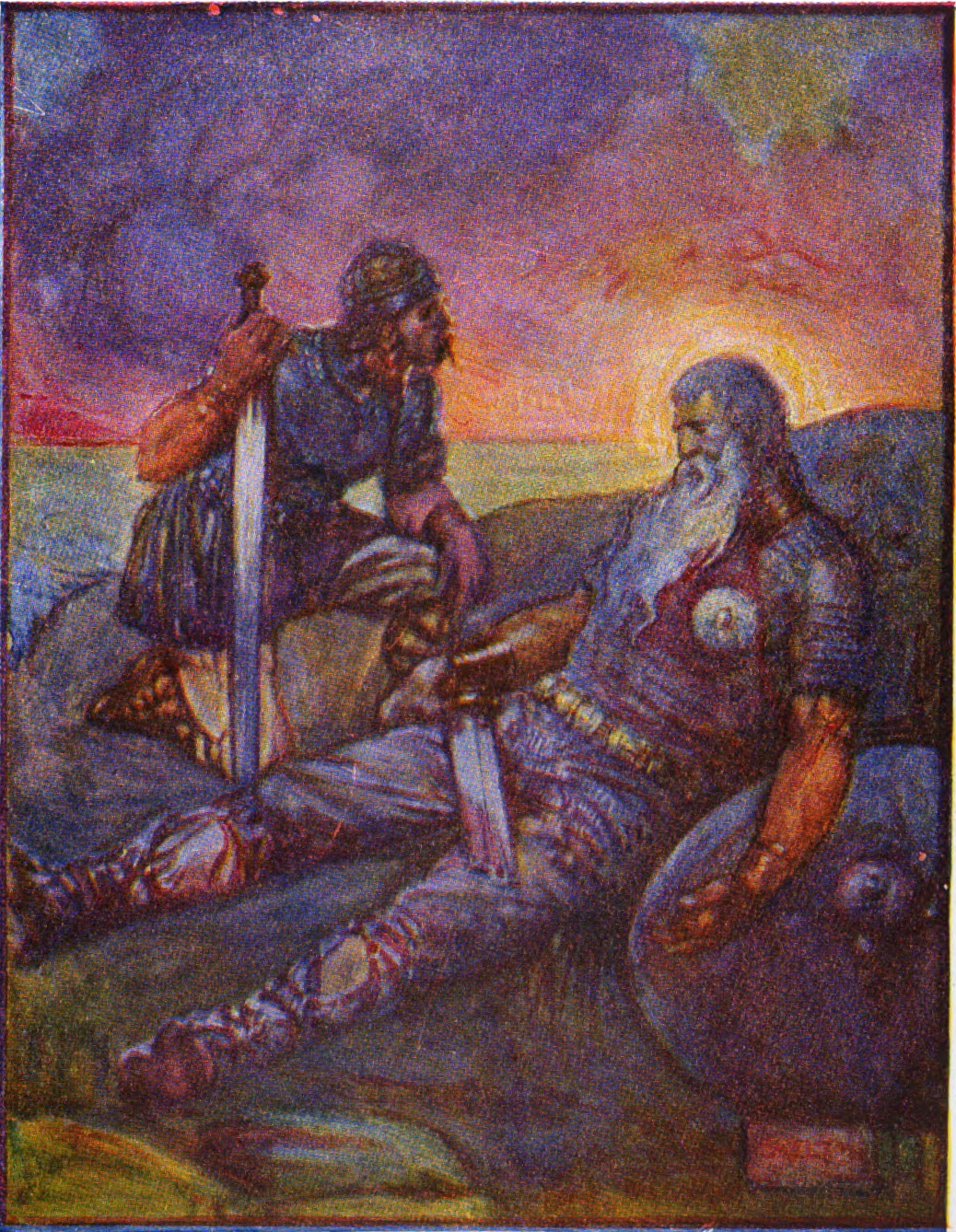
죽어가는 베오울프(오른쪽)와 위글라프

위글라프(Wiglaf)는 웨오흐스탄의 아들로, 스웨덴 귀족인 엘프헤레의 친척. 웨이문딩그 족의 마지막 생존자이다.
예이츠의 왕 베오울프가 용과 싸울 때, 처음으로 그와 함께 전투에 참가하여 그를 도왔다. 그의 아버지인 웨오흐스탄이 오흐트헤레의 아들 에안문드에게서 빼앗은 검과 무구를 갖추고 있었고, 노란 참피나무 방패를 붙들고 있었다고 한다.
왕과 함께 치명적인 열기를 뚫으며 방패를 앞세우고 나아가, 베오울프왕이 화룡에게 엄니로 목을 죄었을 때에 괴물의 머리보다 약간 아래를 내리쳐 자신의 검이 황금장식을 박아넣었다. 그리고 베오울프가 자신의 전투용 단검으로 용을 죽이자 그의 명에 따라 회색 바위 밑에 있는 보물을 꺼내고, 베오울프의 무구를 물려받았다.
| 전임 베오울프 | 기트족의 왕 | 후임 불명 |